# Tell Me Who You Are
Tell Me Who You Are (duń. Vis mig hvem du er) – utwór duńskiej wokalistki Malene Mortensen, napisany przez Michaela Ronsona, nagrany oraz wydany w 2002 roku. 
Utwór reprezentował Danię podczas 47. Konkursu Piosenki Eurowizji w 2002 roku.

## Historia utworu

### Nagrywanie
Utwór powstał w 2002 roku, muzykę i tekst do niego stworzył Michael Ronson, który został także producentem singla we współpracy z Ivanem Pedersenem, Frankiem Grønbækiem i Sørenem Skovem. Za mastering piosenki odpowiedzialny był Jan Eliason.

#### Nagranie
Poszczególne instrumenty w utworze nagrali:
- Malene Mortensen – wokal
- Michael Ronson – gitara, gitara basowa, wokal wspierający
- Peter Holm – gitara
- Frank Grønbæk – perkusja
- Søren Skov – instrumenty klawiszowe
- Kenny Lübcke, Stine Findsen – wokal wspierający

### Wykonania na żywo:Dansk Melodi Grand Prix, Konkurs Piosenki Eurowizji 2002
W lutym 2002 roku duńskojęzyczna wersja utworu, „Vis mig hvem du er”, została zakwalifikowana do stawki konkursowej 33. Dansk Melodi Grand Prix, będącego krajowymi eliminacjami do 47. Konkursu Piosenki Eurowizji, jako jedna z 662 zgłoszeń nadesłanych do siedziby państwowego nadawcy publicznego Danmarks Radio. W finale selekcji utwór był głównym faworytem do wygrania, ostatecznie otrzymał największą liczbę 60 punktów od telewidzów i komisji jurorskiej i zajął pierwsze miejsce w klasyfikacji, zostając krajową propozycją na konkurs organizowany w Tallinnie. 
W finale widowiska, który odbył się 25 maja, numer został zaprezentowany w języku angielskim („Tell Me Who You Are”) i zajął ostatnie, 24. miejsce w rywalizacji, otrzymując łącznie siedem punktów. Piosenka została tym samym została pierwszą duńską propozycją konkursową, która zdobyła taki wynik. Jedna z członkiń krajowej komisji jurorskiej, Sascha Dupont, przyznała, że angielskie słowa piosenki były dwadzieścia razy lepsze od duńskich, które – według niej – były słabe. Podczas występu Mortensen towarzyszył chórek w składzie: Michael Ronson, Kenny Lübcke, Stine Findsen, Tina Lupe Moe i Lei Aloha Moe.

## Lista utworów
CD Single
1. „Tell Me Who You Are” – 2:59
2. „Vis mig hvem du er” – 2:59
3. „Tell Me Who You Are” (JoyWork Radio Remix) – 3:19
4. „Tell Me Who You Are” (JoyWork Extended Remix) – 4:52

## Notowania na listach przebojów
| Kraj  | Lista (2002)  | Najwyższe miejsce |
| ----- | ------------- | ----------------- |
| Dania | Single Top 40 | 9                 |